# Hügelgräber-Heide bei Kirchlinteln
Die Hügelgräber-Heide bei Kirchlinteln ist ein Naturschutzgebiet in Niedersachsen südlich der Ortschaft Kirchlinteln im Landkreis Verden. Das Naturschutzgebiet liegt im westlichsten Ausläufer der Lüneburger Heide. Neben den Hügelgräbern befinden sich in unmittelbarer Nähe Hohlwegspuren, bei denen es sich um Zeugnis von Handelswegen aus früheren Jahrhunderten handelt. Bei dem Gebiet handelt sich um eine Kulturlandschaft, die eine Fläche von etwa 9 Hektar umfasst.

## Geschichte

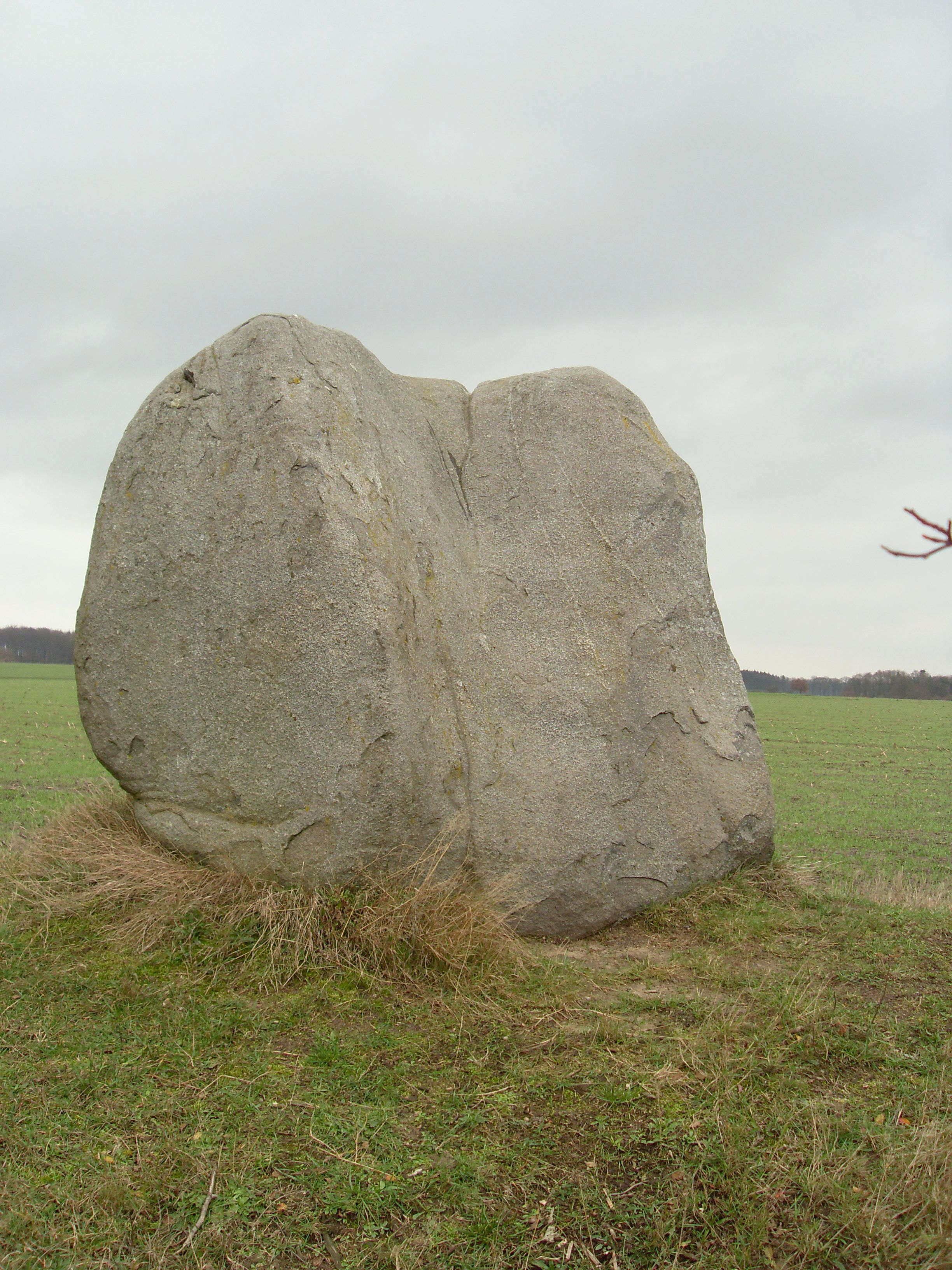
Bearbeiteter Rinnestein in der Hügelgräberheide

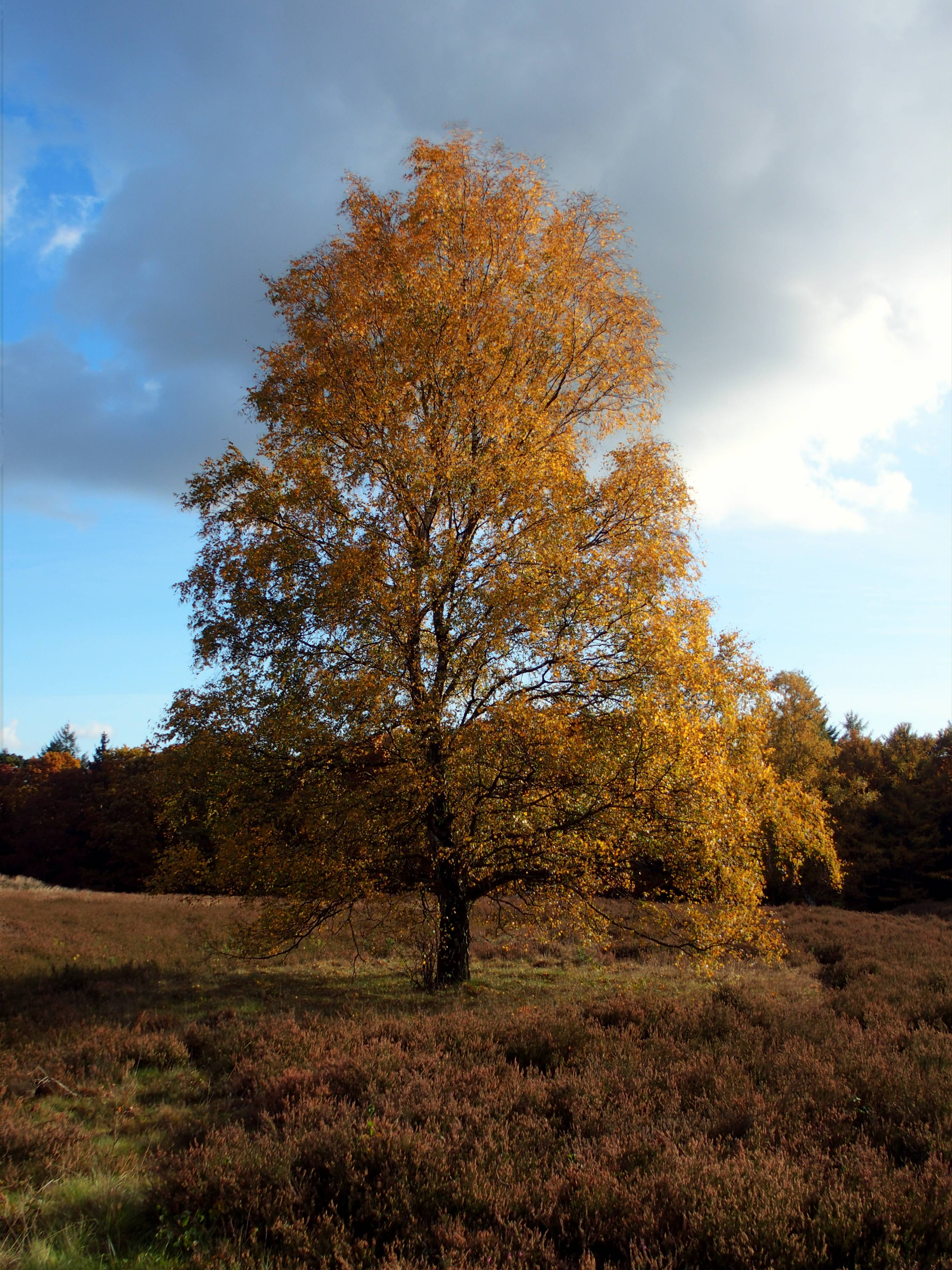
Im Herbst

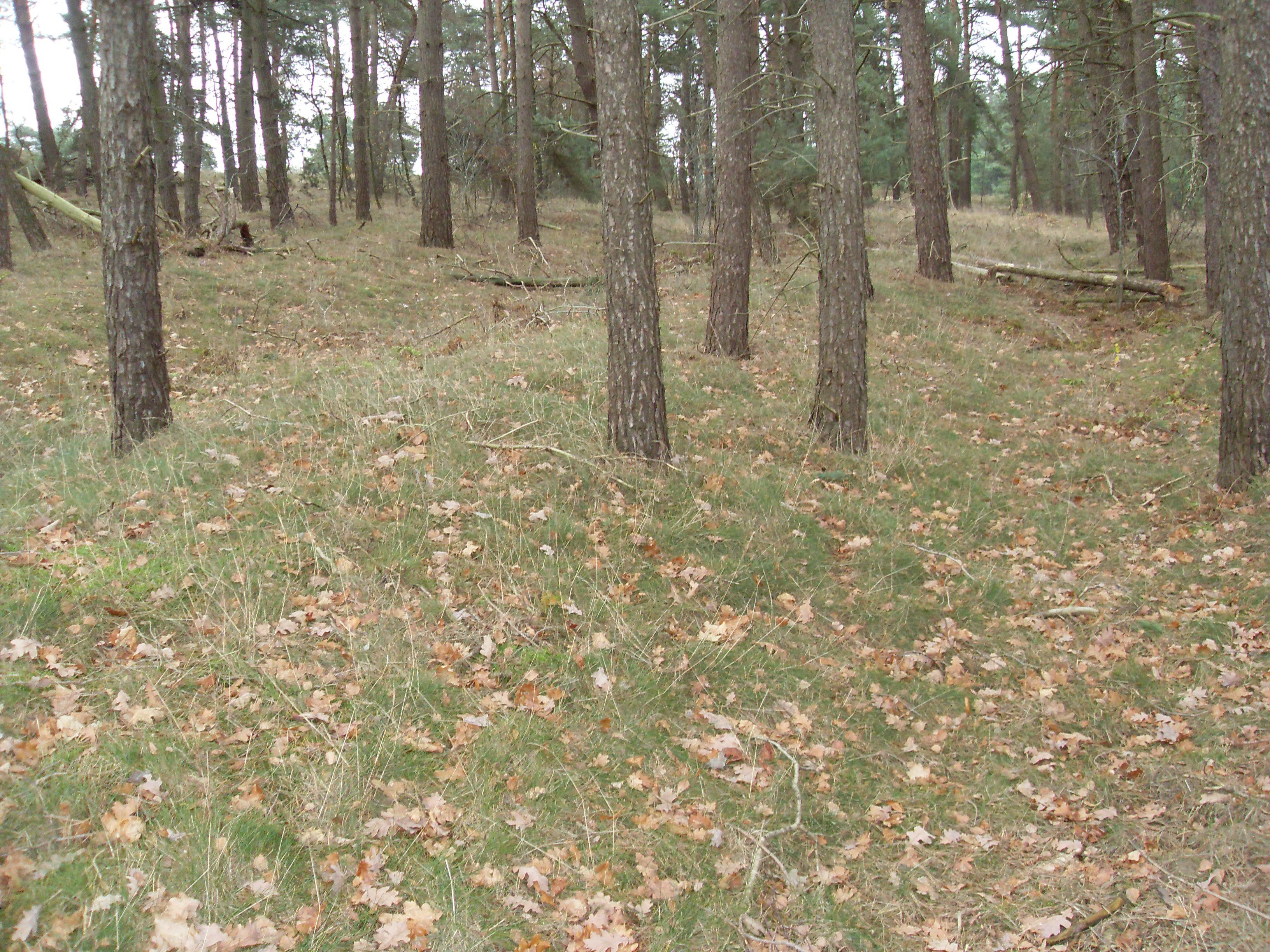
Alte Hohlwege im Verlauf des Lüneburger Postweges am Rand der Hügelgräberheide

Die Hügelgräber stammen aus der Bronzezeit, etwa aus der Zeit 2500 bis 1400 Jahre v. Chr. Hügelgräber in dieser Region sind in allgemeinen sehr beigabearm, in einem schwer beschädigten Grabhügel wurde lediglich ein brandmürber Findling, ein sogenannter Kopfstein gefunden. Die Grabhügel wurden oftmals an wichtigen Handelsrouten angelegt. Durch dieses Gebiet führte ein Weg, der seit der Vorzeit bis in das 19. Jahrhundert benutzt wurde. Seit dem Mittelalter ist dieser Weg als Lüneburger Salz- oder Postweg bekannt. Westlich der Hügelgräberheide sind ausgewaschene Rinnen im Wald, die alten Hohlwege, als Reste dieser alten Routen, noch deutlich zu erkennen. Diese laufen hier als Wegebündel auf die ehemalige Furt durch den Gibbach zu. Auch die Bremer Stadtmusikanten sollen auf diesem Weg gewandert sein. Von ihrem Nachtquartier im nahe liegenden Lindhoop soll der Hahn das Licht im Räuberhaus gesehen haben. Der Stadtmusikantenradweg führt daher auch am Naturschutzgebiet vorbei.
Die Hügelgräberheide in ihrer heutigen Form ist im Mittelalter entstanden, als sehr viel Brennholz für den Betrieb der Lüneburger Saline benötigt wurde. Nachdem der Wald gerodet war, gediehen auf dem hier vorherrschenden Magerboden am besten Heidekräuter, die sich in der Folge als dominante Art durchgesetzt haben. Im Jahr 1935 wurde das Gebiet zum Naturschutzgebiet erklärt; um es in seiner Form zu erhalten, werden Heidschnucken zur Begrasung eingesetzt. Im Naturschutzgebiet sind insgesamt 18 Hügelgräber erhalten geblieben. In dem nördlichen Bereich wurde der 1991 gefundene Rinnenstein aufgestellt. Das Alter der höchstwahrscheinlich künstlichen Rinne und die Verwendung ist nicht bekannt.

## Pflanzen
Das Naturschutzgebiet umfasst eine Heidefläche von etwa 7,9 Hektar. Der Rest ist Mischwald, mit vorwiegendem Bestand aus Waldkiefer, Birke, Roteiche und Douglasie.

## Erreichbarkeit
Die Hügelgräberheide und die Hohlwegspuren sind aus Kirchlinteln von der Straße nach Weitzmühlen (ausgeschildert) zu Fuß zu erreichen. Durch das Naturschutzgebiet führt ein angelegter Wanderweg an dem sich einige Informationstafeln und Bänke befinden.